# Sangkom Thmei (huyện)
Sangkom Thmei là một huyện (srok) thuộc tỉnh Preah Vihear, phía bắc Campuchia. Theo thống kê năm 1998, dân số toàn huyện là 13.773 người.